# 透波乱波
『透波乱波』（スッパラッパ）とは、日本テレビ系列で2013年に放送されていたバラエティ番組。

## 概要
「数字札」と呼ばれる1から7の7枚のカードと「忍札」と呼ばれる特殊な効果を持つカードを組み合わせて、互いの持ち兵を削り合うオリジナルカードゲームで戦う。

## ルール

### ゲームの流れ
1. 各プレイヤーにはゲーム前に1 - 7の「数字札」と7枚の「忍札」、持ち兵100騎（ライフポイント）が与えられる。
2. 1つの戦場につき、「数字札」と「忍札」各1枚を「戦場」にセットする。
3. 双方が出した後カードをオープンし、数字の多いプレイヤーの勝利。敗者は（相手の数字-自分の数字）×戦場倍率の兵を失う。
  - 例として相手が「7」、自分が「4」、戦場8倍の場合、(7-4)×8=24騎を失う。
4. 以上を7つの戦場で繰り返し、相手の兵を0にするか、7本目終了時に兵の数が多い方の勝利となる。

### 忍札
数字札と共に出すカード。数字の変動や倍率の変動を巻き起こし、この効果を加味したうえでその戦場での決着がつくことになる。
5種類の忍札が用意されているが、ゲームで使用できるのは1回の試合では1人につき4種類のみ。
- 第1回ではゲーム開始前に5枚の中から3枚をランダムに選び、3本目終了時に残る2枚からランダムに1枚を補充する。
- 第2回ではゲーム前にランダムに支給された4枚の忍札を持って行う。

忍札の種類
- 援軍

自分の数字札に5を加える。勝率・ダメージを底上げするだけでなく、8以上であれば相手も援軍を使用しなければ確実に勝利することができる。しかし、相手の無力化に弱く、変わり身の場合は自分が大ダメージを負うことになる。
- 変わり身

自分の数字と相手の数字を入れ替える。相手の援軍・無力化が発揮された場合は効果発動後に入れ替わる。自分の数字が小さく、相手の数字が高い時に発動すれば大逆転もあり得るが、封印された場合はそのまま自分が大ダメージを喰らうこととなる。また、両者変わり身を使い無駄打ちとなる事や、出し渋り過ぎた結果大きな数字で変わり身を行わざるを得ない事態を引き起こす可能性もある。
- 封印

相手が出した忍札を無効にする。どの忍札にも効果を発揮する万能カードではあるが、相手が空札及び封印をつかった場合は無駄打ちになる危険もある。
- 戦場十倍

戦場の倍率が×10に変化する。基本的には倍率の低い戦場において、相手が勝負を捨て低い数字と踏んだ際に使用するのが効果的。ハマれば大打撃（忍札いかんでは最大60ダメージ）を与える一方、結果次第ではあまり意味のない場合や自らがダメージを負う可能性もはらむ。
例として自分が戦場十倍、相手が7の無力化だった場合70ダメージ、自分が1の戦場十倍、相手が7の援軍だった場合110ダメージを負う。
- 寝返り

第1回に登場。出した戦場で勝利し、相手にダメージを与えた場合、与えたダメージと同じ数を回復する。回復の結果100騎を超える場合でも超過分は維持される。勝利が前提条件と厳しい効果だが、発揮されれば実質的に通常の2倍の差を縮める・開くことができる。
- 無力化

第2回に登場。相手の数字を0にする。相手が援軍を使用していた場合は援軍の効果も打ち消される。小さい数字でも確実に勝つことができ、状況次第では相手の大きな数字を潰すこともできる一方、変わり身の場合は相手の数字が0の状態で入れ替わってしまうといったリスクもある。
- 空札

何の効果も発揮しないダミーカード。効果を発揮する忍札とは別に3枚持つ。

### 戦場
ゲームを行うフィールドであり、各戦場ごとにダメージを決定する「戦場倍率」が定められている。
| 本数  | 第1回 | 第2回    |
| ----- | ----- | -------- |
| 1本目 | 8倍   | 8倍      |
| 2本目 | 6倍   | 6倍      |
| 3本目 | 4倍   | 4倍      |
| 4本目 | 2倍   | 1倍or8倍 |
| 5本目 | 4倍   | 4倍      |
| 6本目 | 6倍   | 6倍      |
| 7本目 | 8倍   | 8倍      |

第2回の4本目は「一か八か戦場」として、3本目終了時点で負けているプレイヤーが2枚のカードから1枚を選択。カードに書かれている倍率（1倍か8倍）が戦場倍率として適用される。

## 放送詳細

### 第1回
予選
- 放送日時：2013年6月17日（月曜日）より1日1戦ずつニコニコ動画にアップロード（現在は配信終了）。
- プレイヤー
  - 【蒼軍】上田浩二郎（Hi-Hi）、角田晃広（東京03）、小峠英二（バイきんぐ）、浜谷健司（ハマカーン）
  - 【紅軍】有末麻祐子、ソンミ、丸高愛実、山口真由

各軍本戦最後の1枠をかけて軍ごとにトーナメントを行い、勝者が本選に出場となる。なお、予選特別ルールとして、双方数字が同じ「同士討ち」だった場合、「数字×戦場倍率」のダメージを双方が受けるというルールが加えられた。また、同点だった場合は、それぞれ伏せられた7枚の数字札から1枚を選び、数字の大きかった方が勝者となるプレーオフで決着をつけた。
結果、蒼軍からは浜谷が、紅軍からは有末が本選へ出場となった。また、放送直前にはニコニコ生放送にてルールの復習及び予選6戦が一挙放送された。
本戦
- 放送日時：2013年6月23日（日曜日）1:25 - 2:25（関東ローカル）
- プレイヤー
  - 【蒼軍】つるの剛士、岩田剛典（三代目J Soul Brothers） 、ケンドーコバヤシ、浜谷健司（ハマカーン）
  - 【紅軍】真琴つばさ、白鳥久美子（たんぽぽ）、篠崎愛（AeLL.）、有末麻祐子

各軍4人による対抗戦。先鋒・次鋒・副将・大将の4戦を行い、勝利数の多い軍の勝利。しかし、大将戦前の時点で3-0と蒼軍がリードしていたため、大将の真琴が大将戦に勝利した場合、勝ち抜き戦としてさらに先鋒（ケンドーコバヤシ）→次鋒（浜谷）→副将（岩田）の順に全て勝利すれば逆転勝利とする特別ルールが設けられた。結果、浜谷に敗れ4-2で蒼軍の勝利となった。

### 第2回
予選
- 放送日時：2013年10月4日（金曜日）11:30 - 14:00 ニコニコ生放送で配信
- プレイヤー：伊藤祐奈（アイドリングNEO）、岡井千聖（℃-ute）、根岸愛（PASSPO☆）、前島亜美（SUPER☆GiRLS）

本戦最後の1枠を賭けて本戦収録直前の控室にて予選を実施。トーナメントを行い勝者が直後に行われる本戦に出場。また、1戦ごとに敗者は「お仕置き」としてニコ生アンケートで決められた罰（尻文字、キス顔など）が執行された。進行は馬場典子（日本テレビアナウンサー）。
結果、根岸が勝利し本選へ出場となった。また、3位決定戦として初戦で負けた岡井と前島によるエキシビジョンマッチが行われた。
特別編
- 放送日時：2013年10月20日（日曜日）23:00 - 25:10 ニコニコ生放送で配信
- プレイヤー：でんぱ組.inc（古川未鈴、夢眠ねむ、最上もが）

宣伝及びルール説明を兼ねた生放送。でんぱ組メンバー1人と視聴者によるスペシャルマッチを開催。ルール説明を兼ねた古川対最上のエキシビジョンマッチ後、メンバー1人対視聴者の対決を開催。視聴者はニコ生アンケートを使い、一番票数が多かった数字カードと、それを受けて再度投票で決定した忍カードを視聴者の代わりであるスタッフが出すというシステムで行われた。予選同様、エキシビジョンマッチの敗者及びメンバーが視聴者に負けた場合は「お仕置き」が執行された。
事前放送&裏実況
- 放送日時：2013年10月22日（火曜日）23:00 - 25:00 ニコニコ生放送で配信
- プレイヤー：根岸愛（PASSPO☆） 進行：鈴木拓（ドランクドラゴン）

特別編同様の宣伝及びルール説明を兼ねた生放送。予選を勝ち上がった根岸がルール説明を兼ねたエキシビジョンとしてスタッフ、及び特別編と同じシステムで視聴者との「お仕置き」をかけたスペシャルマッチを開催。鈴木は立会人として状況の説明を行った。また、本戦放送時には放送を見ながら裏実況を行った。
本戦
- 放送日時：2013年10月22日（火曜日）23:59 - 翌0:54（日本テレビ系列）
- プレイヤー：岩田剛典（三代目J Soul Brothers） 、エド・はるみ、大堀恵、児嶋一哉（アンジャッシュ）、鈴木拓（ドランクドラゴン）、嗣永桃子（Berryz工房）、根岸愛（PASSPO☆）

7人によるトーナメント戦。ただし、予選を勝ち抜いた根岸はシードとして準決勝から登場した。結果は根岸が予選からストレート勝ち上がり優勝となった。

## 主な戦略など
速攻戦術
前半（1 - 3本目）に高い数字や忍札を使用し、短期決戦での決着及び大きなアドバンテージを持ってからの逃げ切りを狙うスタイル。決まれば相手に反撃の隙を与えることなく勝つ事ができるが、前半で致命的なレベルまで敵戦力を削りきれない場合、相手より数字が劣る分大逆転を許す可能性もある。
温存戦術
速攻戦術とは逆に後半（5 - 7本目）まで高い数字や忍札を温存するスタイル。序盤より相手が出すであろう数字や忍札も予想しやすく、逆転の可能性も大いにあり得る一方、戦力を温存しすぎて逆転できないほどの大きな点差がついてしまう場合や反撃する前に全滅させられる場合、忍札を温存しすぎて適応する数字札が無い状況に追い込まれる（低い数字での戦場十倍、高い数字での変わり身）といったミスもある
7・封印
現行ルールでは最強の組み合わせであり、相手の忍札いかんにかかわらず確実に7を確保するため、最低でも相討ち、最大で48ダメージを与えることができる。手軽ではあるものの7と封印という大きな札2枚を使用することで、期待された効果が挙げられない場合は苦しい展開となる。
7・援軍
現行ルールでは最高となる12を出すことができる組み合わせ。相手の札次第では戦力の半分以上、場合によっては全てを削ることができる一方、無効化・変わり身に対し非常に弱い諸刃の剣となっている。
1・変わり身
数字が低ければ有効な変わり身の基本的な戦術として多用される。変わり身を持っていない場合は1を無力化で消化するといった措置が取られることが多くなる。
1・空札
基本的には最弱であり、忍札を併用して出すことがセオリーである1に空札を併せて出す戦術。基本的にはどの札にも負ける組み合わせだが、相手の1・変わり身を警戒及び消耗を狙った方針や、変わり身・無力化が無く、相手がその戦場を捨てたと読んだ際の1を消化する際の捨て札として出される。
第2回予選にて岡井が1ターン目に出し、これまでのシミュレーションでも全く出されなかった戦術としてスタッフで話題となった。なお、この際は根岸が6・空札を出したため40ダメージを受けている。

## スタッフ
- 企画・演出：吉川真一朗
- 製作著作：日本テレビ